# 驯丽鱼属
馴麗魚屬，是條鰭魚綱䲁形目麗魚科下的一個屬。

## 分類
本屬屬於麗體魚亞科，目前被認可的種如下：
- 圓斑馴麗魚 Theraps coeruleus
- 戈氏馴麗魚 Theraps godmanni
- 黑鱗馴麗魚 Theraps heterospilus
- 中間馴麗魚 Theraps intermedius
- 縱帶馴麗魚 Theraps irregularis
- 雀斑馴麗魚 Theraps lentiginosus
- 小眼馴麗魚 Theraps microphthalmus
- 韋氏馴麗魚 Theraps wesseli